# Dołno Orizari (gmina Bitola)
Dołno Orizari (maced. Долно Оризари) – wieś w południowej Macedonii Północnej, w pobliżu drugiego co do wielkości miasta tego kraju – Bitoli. Osada wchodzi w skład gminy Bitola.
Według stanu na 2002 rok wieś liczyła 1834 mieszkańców.